# Sollevamento pesi ai Giochi della XIX Olimpiade - Pesi piuma
La competizione della categoria pesi  piuma (fino a 60 kg) di sollevamento pesi ai Giochi della XIX Olimpiade si è svolta il giorno 14 ottobre 1968 al Teatro de los Insurgentes di Città del Messico.
Il favorito in questa categoria era il giapponese Yoshinobu Miyake campione uscente a Tokyo 1964 e campione del mondo nel 1965 e 1966. 
Miyake si riconfermò campione olimpico davanti al sovietico Dito Šanidze e la medaglia di bronzo e andata al fratello di  Miyake Yoshiyuki.

## Regolamento
La classifica era ottenuta con la somma delle migliori alzate delle seguenti 3 prove:
- Distensione lenta
- Strappo
- Slancio

Su ogni prova ogni concorrente aveva diritto a tre alzate. In caso di parità vinceva il sollevatore che pesava meno.

## Risultati
| Pos.    | Atleta               | Nazione          | Peso Atleta | Totale | Distensione lenta | Distensione lenta | Distensione lenta | Strappo  | Strappo  | Strappo  | Slancio  | Slancio  | Slancio  |
| Pos.    | Atleta               | Nazione          | Peso Atleta | Totale | 1                 | 2                 | 3                 | 1        | 2        | 3        | 1        | 2        | 3        |
| ------- | -------------------- | ---------------- | ----------- | ------ | ----------------- | ----------------- | ----------------- | -------- | -------- | -------- | -------- | -------- | -------- |
| Oro     | Yoshinobu Miyake     | Giappone         | 59,5        | 392,5  | 117,5             | 122,5             | 122,5             | 117,5    | 122,5    | 122,5    | 147,5    | 152,5    | 155,0    |
| Argento | Dito Šanidze         | Unione Sovietica | 60,0        | 387,5  | 115,0             | 115,0             | 120,0             | 110,0    | 115,0    | 117,5    | 145,0    | 150,0    | 152,5    |
| Bronzo  | Yoshiyuki Miyake     | Giappone         | 59,3        | 385,0  | 117,5             | 122,5             | 125,0             | 110,0    | 115,0    | 115,0    | 142,5    | 147,5    | 147,5    |
| 4       | Jan Wojnowski        | Polonia          | 59,7        | 382,5  | 117,5             | 122,5             | 122,5             | 115,0    | 115,0    | 120,0    | 140,0    | 150,0    | 155,0    |
| 5       | Mieczysław Nowak     | Polonia          | 59,9        | 375,0  | 117,5             | 117,5             | 122,5             | 110,0    | 110,0    | 115,0    | 147,5    | 160,0    | 160,0    |
| 6       | Nasrollah Dehnavi    | Iran             | 59,7        | 365,0  | 112,5             | 117,5             | 120,0             | 100,0    | 105,0    | 107,5    | 135,0    | 140,0    | 140,0    |
| 7       | Yang Mu-Sin          | Corea del Sud    | 60,0        | 365,0  | 110,0             | 110,0             | 115,0             | 110,0    | 115,0    | 115,0    | 140,0    | 145,0    | 145,0    |
| 8       | Manuel Mateos        | Messico          | 59,8        | 360,0  | 110,0             | 115,0             | 120,0             | 95,0     | 100,0    | 105,0    | 135,0    | 140,0    | 145,0    |
| 9       | Mladen Kučev         | Bulgaria         | 59,5        | 357,5  | 115,0             | 115,0             | 120,0             | 105,0    | 105,0    | 107,5    | 135,0    | 135,0    | 140,0    |
| 10      | János Benedek        | Ungheria         | 59,3        | 355,0  | 115,0             | 120,0             | 120,0             | 105,0    | 105,0    | 110,0    | 135,0    | 135,0    | 140,0    |
| 11      | Dieter Rauscher      | Germania Ovest   | 59,9        | 352,5  | 107,5             | 112,5             | 115,0             | 102,5    | 107,5    | 110,0    | 132,5    | 137,5    | 137,5    |
| 12      | Ildefonso Lee        | Panama           | 59,8        | 350,0  | 102,5             | 107,5             | 110,0             | 100,0    | 105,0    | 107,5    | 127,5    | 132,5    | 135,0    |
| 13      | Madek Kasman         | Indonesia        | 60,0        | 345,0  | 95,0              | 95,0              | 105,0             | 100,0    | 105,0    | 105,0    | 140,0    | 140,0    | 152,5    |
| 13      | Enrique Hernández    | Porto Rico       | 60,0        | 345,0  | 115,0             | 120,0             | 120,0             | 95,0     | 100,0    | 102,5    | 122,5    | 130,0    | 135,0    |
| 15      | Noe Rinonos          | Filippine        | 59,9        | 342,5  | 92,5              | 105,0             | 110,0             | 92,5     | 100,0    | 100,0    | 125,0    | 132,5    | 137,5    |
| 15      | Mohon Lal Ghosh      | India            | 59,9        | 342,5  | 100,0             | 100,0             | 105,0             | 100,0    | 105,0    | 107,5    | 130,0    | 135,0    | 140,0    |
| 17      | Pedro Serrano        | Porto Rico       | 59,6        | 322,5  | 97,5              | 105,0             | 105,0             | 97,5     | 105,0    | 105,0    | 127,5    | 132,5    | 132,5    |
| 18      | Sanun Tiamsert       | Thailandia       | 59,7        | 320,0  | 100,0             | 100,0             | 105,0             | 95,0     | 95,0     | 100,0    | 125,0    | 130,0    | 130,0    |
| 19      | Carlos Pérez         | Nicaragua        | 60,0        | 302,5  | 90,0              | 97,5              | 100,0             | 82,5     | 90,0     | 95,0     | 115,0    | 122,5    | 127,5    |
| 20      | Francisco Echevarría | Guatemala        | 59,4        | 277,5  | 82,5              | 87,5              | 90,0              | 72,5     | 77,5     | 80,0     | 105,0    | 112,5    | 112,5    |
| -       | Ramón Silfa          | Rep. Dominicana  | 58,9        | 177,5  | 95,0              | 102,5             | 102,5             | 82,5     | 82,5     | 87,5     | 115,0    | 115,0    | 115,0    |
| -       | Chua Phung Kim       | Singapore        | 60,0        | 0,0    | 100.0             | 100.0             | 100.0             | Ritirato | Ritirato | Ritirato | Ritirato | Ritirato | Ritirato |
| -       | Petăr Janev          | Bulgaria         | 59,7        | 0,0    | 110.0             | 110.0             | 110.0             | Ritirato | Ritirato | Ritirato | Ritirato | Ritirato | Ritirato |
| -       | Chung Nan-Fei        | Taiwan           | 59,8        | 0,0    | 105.0             | 105.0             | 105.0             | Ritirato | Ritirato | Ritirato | Ritirato | Ritirato | Ritirato |
| -       | Chang Ming-Chung     | Taiwan           | 59,8        | 0,0    | 110.0             | 110.0             | 110.0             | Ritirato | Ritirato | Ritirato | Ritirato | Ritirato | Ritirato |
| -       | Gerald Perrin        | Gran Bretagna    | 60,0        | 0,0    | 105.0             | 105.0             | 105.0             | Ritirato | Ritirato | Ritirato | Ritirato | Ritirato | Ritirato |
| -       | Miguel Angel Medina  | Messico          | 59,4        | 0,0    | 107.5             | 112.5             | 112.5             | Ritirato | Ritirato | Ritirato | Ritirato | Ritirato | Ritirato |
| -       | Luís Paquete         | Portogallo       | 60,0        | 0,0    | 92.5              | 92.5              | 97.5              | Ritirato | Ritirato | Ritirato | Ritirato | Ritirato | Ritirato |